# 卡尔·奥佐林
卡尔·马丁诺维奇·奥佐林（俄语：Карл Мартынович Озолинь；1905年8月18日（格里历：8月31日）—1987年8月21日），拉脱维亚人，苏联党和国家领导人，党报记者、编辑。拉脱维亚苏维埃社会主义共和国作家联盟成员。曾任《苏维埃拉脱维亚报》、拉脱维亚共产党机关报《奋斗报》编辑，拉脱维亚苏维埃社会主义共和国最高苏维埃主席团主席等职。

## 生平
- 1905年8月18日（格里历：8月31日）出生于沙俄利沃尼亚省的一个贫农家庭。中学时加入社会民主党地下组织。
- 1915年-1927年，里加工人。1924年起参加地下工作。1926年加入拉脱维亚共产党。
- 1927年因宣传社会主义思想被捕，判处有期徒刑三年。
- 1931年再次被捕，判处有期徒刑十年。苏联入侵拉脱维亚后获释。
- 1940年，《苏维埃拉脱维亚报》编辑。
- 1940年10月-1941年，拉脱维亚共产党（布）中央机关报《奋斗报》编辑。
- 1941年-1942年，《为苏维埃拉脱维亚报》编辑。
- 1942年-1944年，拉共（布）中央委员会游击运动的行动组组长。期间，1943年，《为了祖国报》编辑。
- 1944年8月-11月，拉共（布）中央委员会人事局书记。
- 1944年11月-1951年，《奋斗报》总编。期间，1948年毕业于联共（布）中央高级党校。
- 1951年-1952年4月，拉脱维亚苏维埃社会主义共和国最高苏维埃主席团副主席。
- 1952年4月-1959年11月，拉脱维亚苏维埃社会主义共和国最高苏维埃主席团主席。
- 1959年11月-1961年12月，拉脱维亚苏维埃社会主义共和国最高苏维埃主席团第一副主席。
- 1962年起退休，享受里加市工会个人养老金待遇。
- 1987年8月15日于里加逝世，享年81岁。葬于里加雷尼斯公墓。

奥佐林是苏共20-21大代表，第20-21届中央审计委员，第3-5届苏联最高苏维埃民族院代表，第2-5届拉脱维亚苏维埃社会主义共和国最高苏维埃代表。

## 荣誉
- 三次列宁勋章
- 红旗勋章
- 二级卫国战争勋章
- 两次劳动红旗勋章
- 红星勋章
- 各民族人民友谊勋章